# بوريس جايتشيف
بوريس جايتشيف (بالبلغارية: Борис Галчев)‏ (31 أكتوبر 1983 برازلوغ في بلغاريا - ) هو لاعب كرة قدم بلغاري في مركز الوسط. شارك مع منتخب بلغاريا لكرة القدم. أما مع النوادي، فقد لعب مع او في سي سليفن 2000 ودينامو بوخارست وسسكا صوفيا ونادي بوتيف بلوفديف وPFC Pirin Blagoevgrad ‏ وبيرين بلاغويفغراد وFC Pirin Razlog ‏.

## وصلات خارجية
- بوريس جايتشيف على موقع الاتحاد الأوربي (الإنجليزية)
- بوريس جايتشيف على موقع قاعدة بيانات كرة القدم.إي يو (الإنجليزية)
- بوريس جايتشيف على موقع ناشيونال فوتبول تيمز (الإنجليزية)
- بوريس جايتشيف على موقع Soccerway.com (الإنجليزية)
- بوريس جايتشيف على موقع عالم كرة القدم.نت (الإنجليزية)